# 细胞死亡

Overview of signal transduction pathways involved in apoptosis.

細胞死亡（Cell death）是描述生物細胞永久中止運作生理功能的狀態。細胞死亡可能起因於個體計畫性的細胞死亡，或是因疾病或創傷導致細胞不可逆的損傷而死亡。